# Comptador de gas
|  | No s'ha de confondre amb Gasòmetre (instrument). |

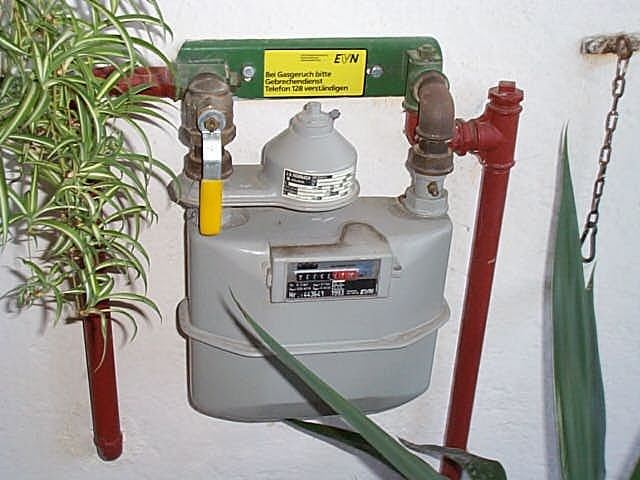
Comptador de gas de diafragma amb un regulador de pressió gas

Un comptador de gas (o també mesurador de gas) és un dispositiu de mesura per a la determinació de la quantitat de gas consumida durant un període determinat. Els comptadors de gas s'utilitzen principalment en l'àmbit de subministrament de gas, però també es poden utilitzar per mesurar amb precisió una quantitat en proves de laboratori. La unitat emprada per mesurar el gas consumit és el metre cúbic, a partir de la diferencia entre dos períodes es fa el càlcul dels metres cúbics consumits.
Els comptadors de gas poden ser dispositius mecànics o electrònics, depenent de la tecnologia demanada.
Els comptadors de gas que s'utilitzen estan subjectes a una verificació obligatòria cada cert temps. Hi ha unes ordenances (específiques de cada companyia) que defineixen els períodes respectius en els quals el comptador de gas serà sotmès a un calibratge.
Per a la lectura remota de comptadors, hi ha la possibilitat d'equipar el mesurador de gas amb interfícies de lectura remota. Llavors el fabricant pot fer la lectura en qualsevol moment o de forma esporàdica. Per als clients de gas amb l'estructura de consum de gas domèstic normal, no s'utilitza en general la possibilitat de lectura a distància. En l'aspecte comercial, en el cas de grans consumidors, com ara, per exemple, plantes de calderes d'explotació industrial, s'utilitza un comptador de gas especial per a un posterior processament de la mesura de metres cúbics distribuïts.
Si la pressió del gas a la connexió de servei té més de 23-25 mbar de sobrepressió, la majoria dels comptadors tenen un limitador de pressió de gas (un regulador de pressió) que redueix l'alta pressió de la xarxa de gas.
El primer comptador de gas fou construït l'any 1816, pel Britànic Samuel Clegg.

## Tipus
- Comptador de diafragma
- Comptador rotatiu[2]
- Comptador de turbina[3]
- Comptador ultrasònic
- Comptador tipus Vòrtex
- Comptador tipus Coriolis
- Comptador de tambor
- Comptador de flux Tèrmic